# Tristram Beresford (3e baronnet)
Tristram Beresford, 3e baronnet (1669 - 16 juin 1701) est un homme politique et un baronnet irlandais. 

## Biographie
Il est le deuxième fils de Randal Beresford, deuxième baronnet, et son épouse Catherine Annesley, fille de Francis Annesley (1er vicomte Valentia) (en). En 1681, il succède à son père comme baronnet.
Commandant un régiment protestant, il est destitué par le roi d'Angleterre Jacques II en mai 1689. Cependant, il est acquitté après la Glorieuse Révolution. Il entre à la chambre des communes irlandaise en 1692, pour le comté de Londonderry jusqu'à 1699. 

## Famille et mort
En février 1687, il épouse Nichola Sophia Hamilton, fille cadette de Hugh Hamilton (1er vicomte de Glenawly) (en), qui passe l'essentiel de sa carrière dans l'armée suédoise, et de sa deuxième épouse Susanna Balfour, et a quatre filles et un fils. Sa femme grandit avec John Power, 2e comte de Tyrone et, selon une légende familiale, ils ont convenu dans leur enfance que celui qui devait mourir en premier devait essayer de revenir et de rendre compte à l'autre de la vie après la mort. En octobre 1693, Nichola porte un matin un ruban noir et, à la demande de son mari, déclare que son ami est décédé. Peu de temps après, une lettre de l'intendant du comte arrive, confirmant son affirmation. Elle prédit également à Beresford la naissance de son fils. Nichola déclare à une amie que dans la nuit qui a suivi la mort du comte, son fantôme s'est manifesté et lui a donné des informations sur sa vie future. Pour preuve qu'il ne s'agissait pas d'un rêve, une marque noire est ensuite apparue à son poignet, qu'elle a ensuite recouvert d'un ruban. À la suite de cette explication, Nichola expire en présence de son amie. 
Beresford lui-même meurt en 1701 et est remplacé comme baronnet par son fils Marcus, qui est élevé à la Pairie d'Irlande avec le titre de comte de Tyrone. Nichola se remarie avec le général Richard Gorges de Kilbrew, comté de Meath, et a six autres enfants. Malgré la légende romantique de la famille, sa mort en 1713 est probablement liée à l'accouchement de sa fille cadette, Lucy, qui épouse d'abord William St Lawrence (14e baron Howth) (en) et, ensuite, Nicholas Weldon. 